# Трубоседъёль (посёлок)
Трубоседъёль — посёлок в муниципальном районе «Печора» Республики Коми. Входит в сельское поселение «Каджером».

## Географическое положение
Посёлок расположен в южной части района, по левому берегу реки Кожвы, в 104 км от города Печоры и в 27 км от поселковой администрации.

## Климат
Климат умеренно-континентальный, лето короткое и умеренно-холодное, зима многоснежная, продолжительная и умеренно-суровая. Климат относится к умеренно холодному климатическому району. Климат формируется в условиях малого количества солнечной радиации зимой, под воздействием северных морей и интенсивного западного переноса воздушных масс. Вынос теплого морского воздуха, связанный с прохождением атлантических циклонов, и частые вторжения арктического воздуха с Северного Ледовитого океана придают погоде большую неустойчивость в течение всего года. Среднегодовая температура воздуха составляет −2,7°С. Средняя месячная температура самого холодного месяца — января −19,5°С. Абсолютный минимум — 55°С (1973). Средняя месячная температура самого теплого месяца — июля 16°С. Абсолютный максимум +35°С (1954). Число дней со средней суточной температурой воздуха выше нуля градусов составляет 162.

## Топоним
Название посёлка связано с гидронимом Труба-Седъёль — так называется левый приток реки Кожвы.

## История
Основан в 1952 году как посёлок лесозаготовителей.
В списке населённых пунктов 1956 года не значится. Впервые в списке поселений упомянут в 1960 году; тогда входил в Березовский поселковый совет.
В 1974 году передан в Каджеромскую поселковую администрацию.
11 августа 1984 года в 50 км от посёлка на глубине 723 метра был произведен подземный ядерный взрыв.

## Население
| 2010 |
| ---- |
| 80   |

Историческая численность населения: в 1970 году — 932 человека, в 1979-м — 795, в 1989-м — 462, в 1992-м — 463, в 2000-м — 294, в 2002-м — 249.

### Национальный состав
Согласно результатам переписи 2002 года, в национальной структуре населения русские составляли 78 % из 199 чел.

## Инфраструктура
Основа экономики — лесозаготовительная промышленность. Действовал Трубоседъёльский лесопункт.
Действовала школа, фельдшерско-акушерский пункт, магазины, столовая, клуб, баня.

## Транспорт
Первоначально дорог не было. Сообщение шло воздушным транспортом. Самолёт достигал Печору за 25 минут.
В зимний период функционировал зимник.